# Sibulan
Sibulan ist eine philippinische Gemeinde in der Provinz Negros Oriental. Sie hat 59.455 Einwohner (Zensus 1. August 2015).
Im Süden grenzt die Provinzhauptstadt Dumaguete City an Sibulan. In Sibulan liegt der Flughafen Dumaguete, einziger Flughafen in der Provinz Negros Oriental. In dem Gebiet in Landesinneren erhebt sich das Cuernos de Negros Gebirge. Teile des Balinsasayao Twin Lakes Natural Park liegen auf dem Gebiet der Gemeinde. 

## Baranggays
Sibulan ist politisch in 16 Barangays unterteilt.
- Agan-an
- Ajong
- Balugo
- Bolocboloc
- Calabnugan
- Campaclan
- Cangmating
- Enrique Villanueva
- Looc
- Magatas
- Maningcao
- Maslog
- Poblacion
- San Antonio
- Tubigon
- Tubtubon

## Bilder

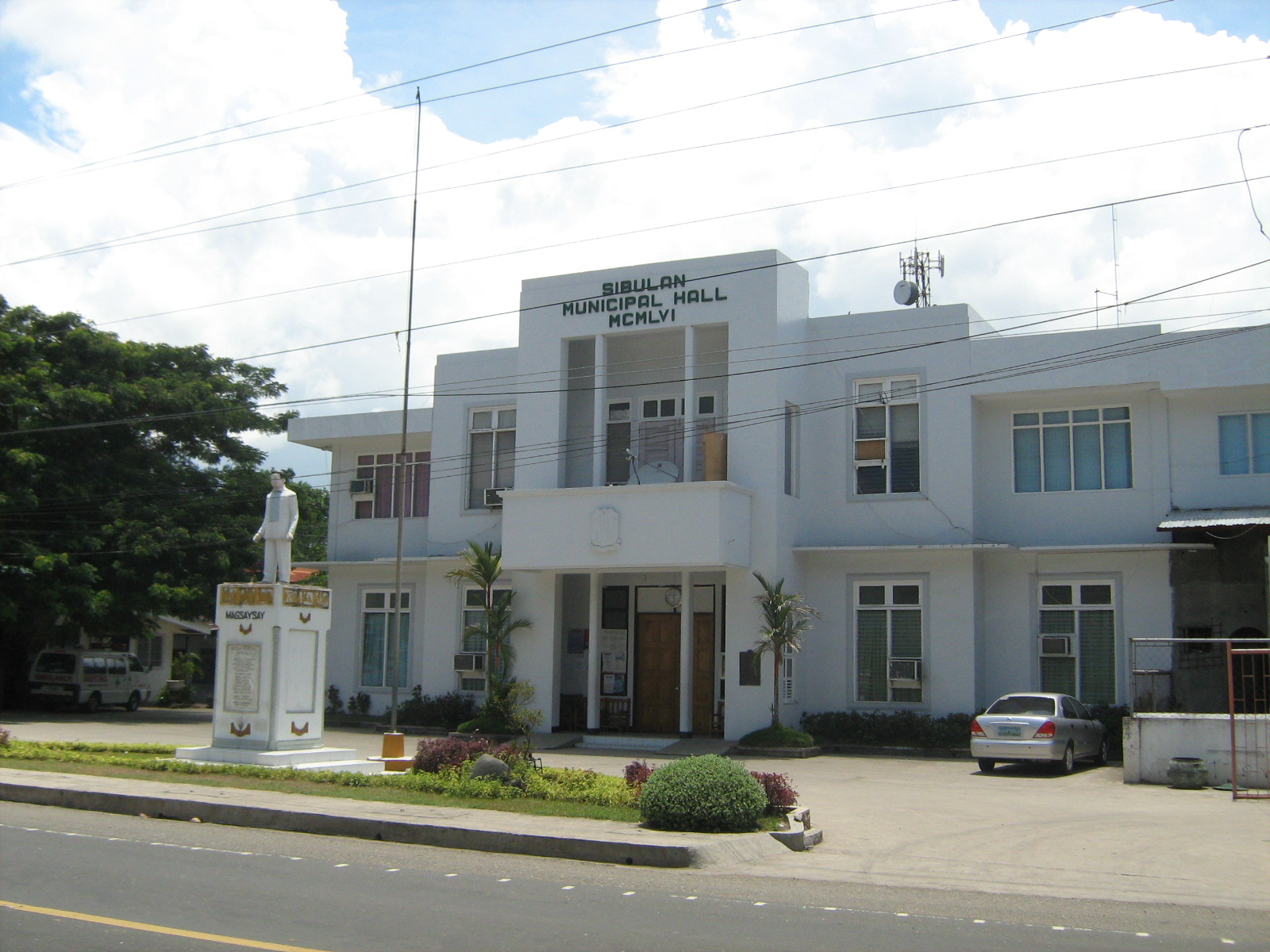
Rathaus
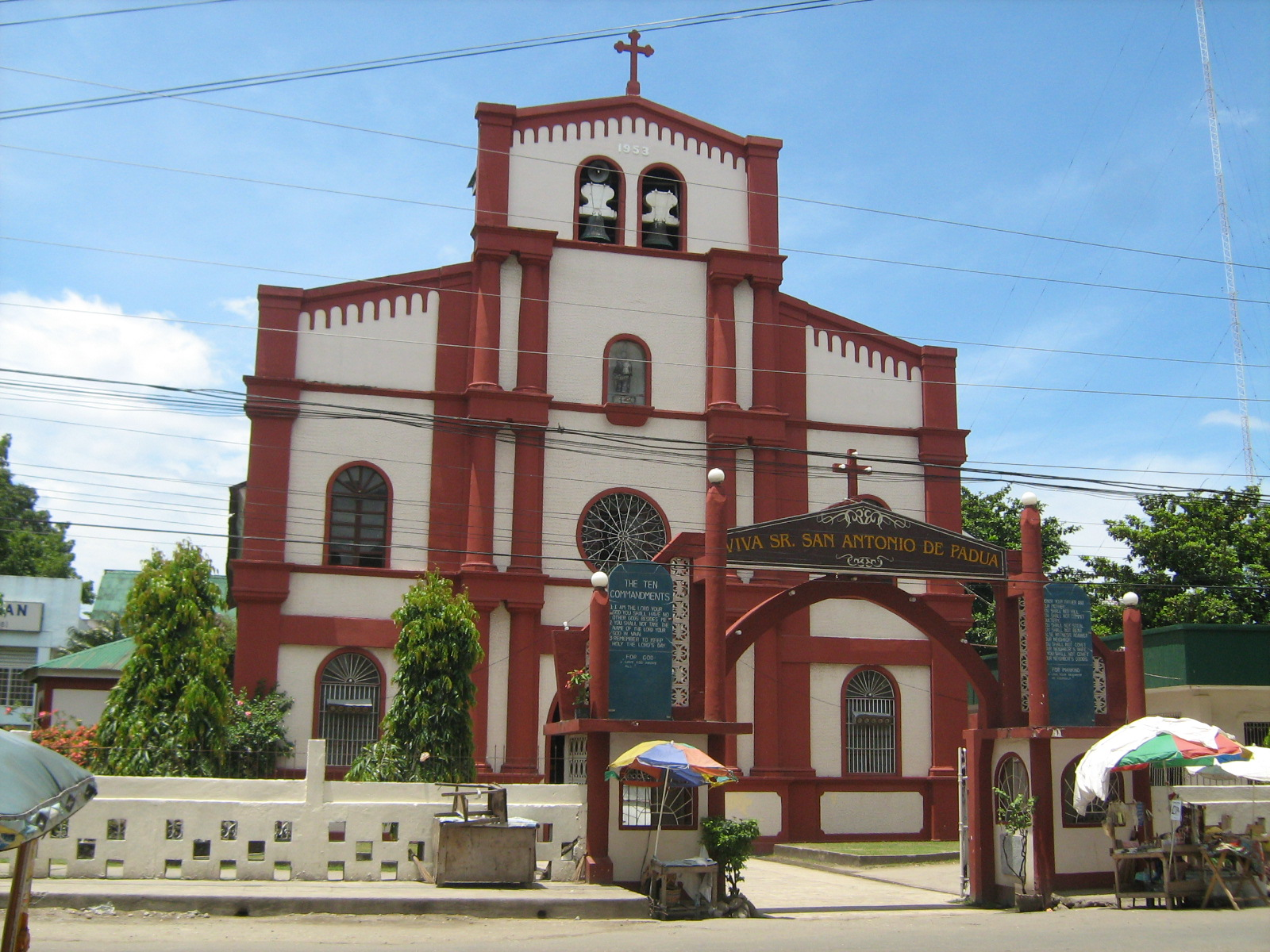
Katholische Kirche
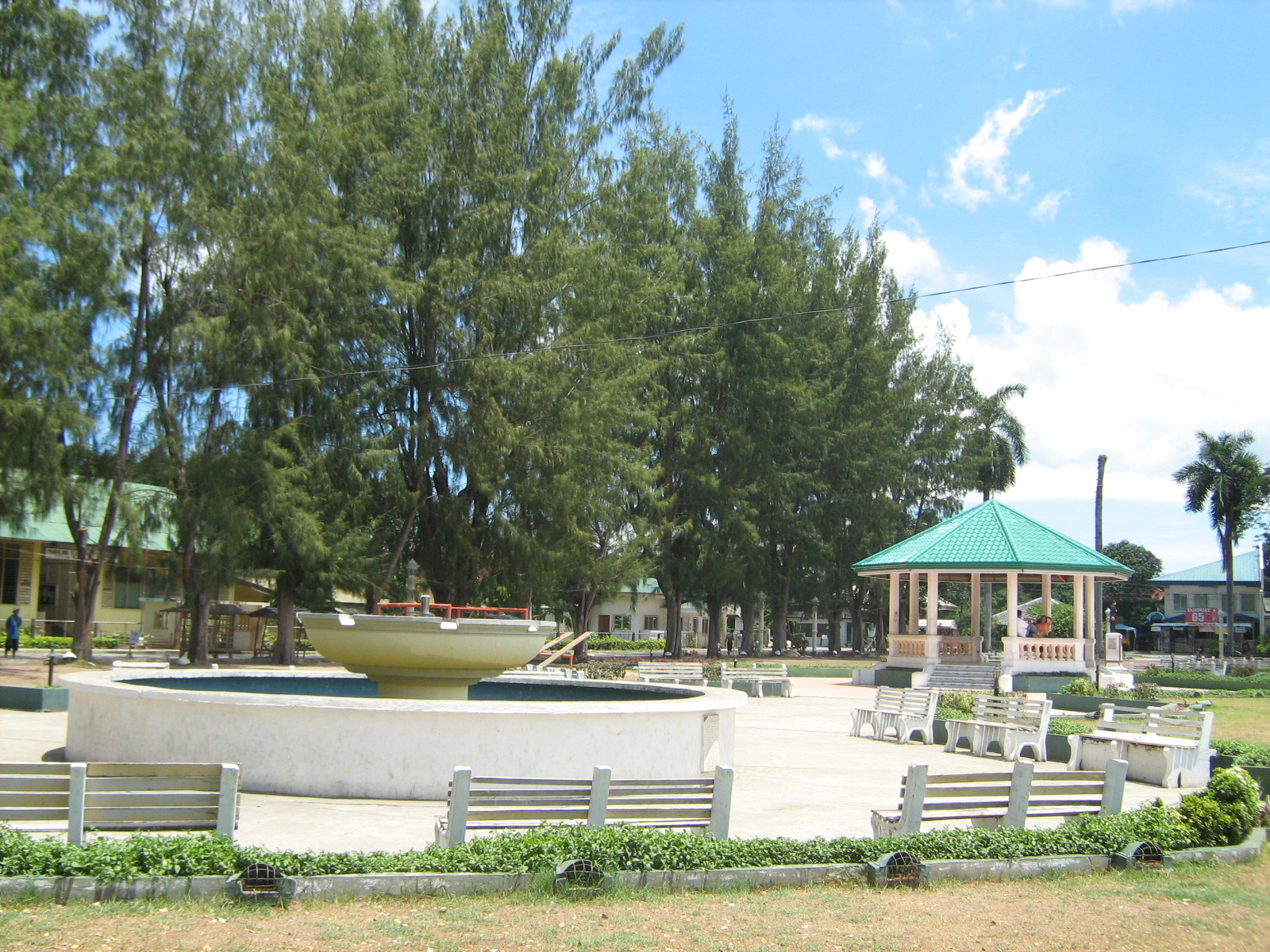
Öffentlicher Platz